# Wallacia, New South Wales
Wallacia este o suburbie în Sydney, Australia.